# Movimento Ennahda
O Movimento Ennahda (em árabe: حركة النهضة‎; romaniz.: Ḥarkat en-Nahḍa; em francês: Mouvement Ennahda) é um partido político da Tunísia.
O partido nasceu em 1981, com o nome de Movimento de Tendência Islâmica, e, inspirou-se na Irmandade Muçulmana do Egipto e, também, na Revolução Islâmica do Irão de 1979. O movimento, rapidamente, cresceu em popularidade, mobilizando protestos contra o regime autoritário de Habib Bourguiba e Zine El Abidine Ben Ali, e, ganhou fama, como uma organização que ajudava o povo.
O partido foi violentamente perseguido pelo regime tunisino, tendo muito dos seus militantes presos ou exilados.
Após a Revolução de Jasmim, o partido foi legalizado e, viria a vencer as primeiras eleições democráticas do país, em 2011, com, cerca de, 37% dos votos, tendo formado governo com 2 partidos seculares.
Apesar de, inicialmente, o partido ter-se colocado próximo do islamismo radical, após a revolução, o partido moderou muito do seu programa, intitulando-se como um partido islâmico democrata e seguindo um islamismo moderado inspirado nos modelos da Turquia e Malásia. Além de mais, o partido define-se como conservador, defendo uma economia de mercado e o liberalismo económico e, boas relações com o mundo ocidental.

## Resultados eleitorais

### Eleições legislativas
| Data | Votos     | %         | Deputados | +/- | Status  |
| ---- | --------- | --------- | --------- | --- | ------- |
| 2011 | 1 501 320 | 37,0 (#1) | 89 / 217  |     | Governo |
| 2014 | 947 014   | 27,8 (#2) | 69 / 217  | 20  | Governo |

### Eleições presidenciais
| Data | Candidato apoiado | 1ª Volta  | 1ª Volta  | 2ª Volta  | 2ª Volta  | Notas        |
| Data | Candidato apoiado | Votos     | %         | Votos     | %         | Notas        |
| ---- | ----------------- | --------- | --------- | --------- | --------- | ------------ |
| 2014 | Moncef Marzouki   | 1 092 418 | 33,4 (#2) | 1 378 513 | 44,3 (#2) | Apoio tácito |